# جير الصودا

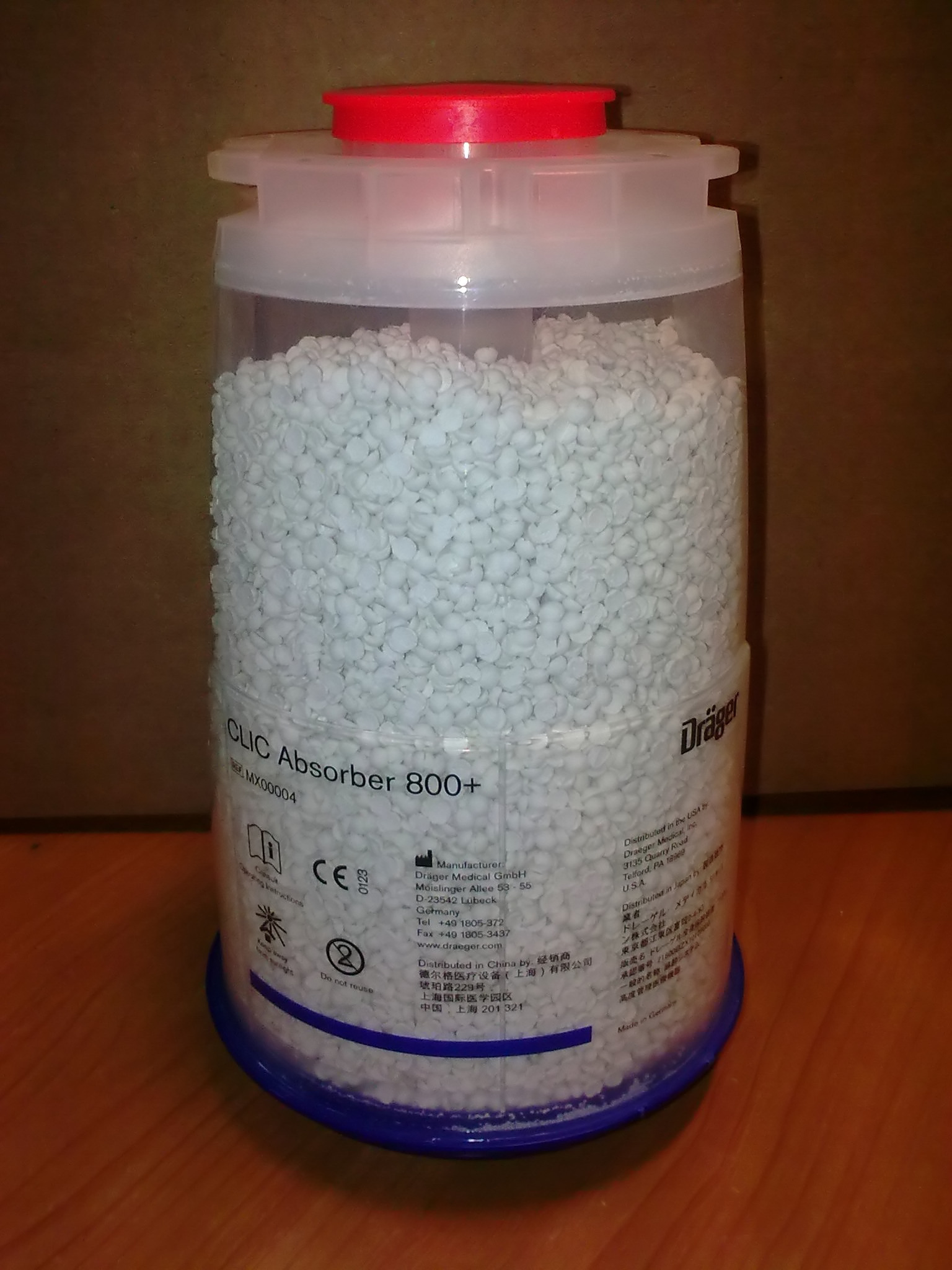
مستودع لجير الصودا من إنتاج Drägersorb

جير الصودا (بالإنجليزية: Soda lime)‏ هو خليط من عدة مواد كيميائية، يستخدم بشكله الحبيبي في بيئات التنفس المغلقة مثلما في حالة التخدير العام، الغواصات، جهاز تنفس الغواصين، أقنعة الغاز، غرف إعادة الضغط، يعمل الخليط على إزالة ثنائي أكسيد الكربون من غازات التنفس لمنع احتباسه والتسمم بسببه. يتم تصنيعه عن طريق معالجة هيدروكسيد الكالسيوم بمحلول مركز من هيدروكسيد الصوديوم.

## المكونات الكيميائية
يحتوي جير الصودا على المكونات الرئيسية التالية:
- هيدروكسيد الكالسيوم: بنسبة 75%.
- الماء: بنسبة 20%.
- هيدروكسيد الصوديوم: بنسبة 3%.
- هيدروكسيد البوتاسيوم: بنسبة 1%.[2]

## الاستخدامات
- أثناء التخدير العام: حيث تمر الغازات التي تخرج من المريض أثناء الزفير والتي تحتوي على ثنائي أكسيد الكربون خلال آلة التخدير والتي تشمل دائرة تنفس تحتوي على مستودع لحبيبات من جير الصودا. هذا النوع الطبي من جير الصودا يتغير لونه (إلى اللون البنفسجي غالباً) عند وصوله إلى أقصى قدر من التشبع بغاز ثنائي أكسيد الكربون، ولا يجوز استخدامه بعد تغير لونه. تحتوي آلات التخدير عادة ما يقرب من 2 كيلوجرام من حبيبات جير الصودا. تم تطوير أجيال جديدة من ممتصات ثنائي أكسيد الكربون تقوم بخفض إنتاج المواد السامة الناشئة من تفاعل الممتص وأدوية التخدير الاستنشاقية.[2]
- في الرحلات الفضائية: يستخدم هيدروكسيد الليثيوم وهو هيدروكسيد قلوي منخفض الوزن الجزيئي كممتص لثنائي أكسيد الكربون في المركبات الفضائية، للاستفادة من خفة وزنه في تقليل الأحمال عند انطلاق المركبات الفضائية، يتم استخدامه منذ بداية برنامج أبولو.
- أجهزة تنفس الغواصين: يعمل على امتصاص ثاني أكسيد الكربون من الغازالمتنفس،[4] تم إزالة الأصباغ التي تشير إلى التشبع بثنائي أكسيد الكربون من تلك الأجهزة الخاصة ببحرية الولايات المتحدة عام 1996 نتيجة الاشتباه بإفرازها مواد كيميائية.[5]

## التفاعل الكيميائي
يتم تفاعل ثنائي أكسيد الكربون مع هيدروكسيد الكالسيوم و ينتج عن ذلك كربونات الكالسيوم و الماء مع الحرارة، يكمن دور هيدروكسيد الصوديوم في زيادة سرعة التفاعل وكفاءة الامتصاص حيث يتفاعل مع ثنائي أكسيد الكربون الذائب في الماء مكوناً كربونات الصوديوم، والتي بدورها تتفاعل مع هيدروكسيد الكالسيوم لينتج كربونات الكالسيوم و الماء و هيدروكسيد الصوديوم الذي يشارك في التفاعلات مرة أخرى.